# 薮宏太
薮 宏太（やぶ こうた、1990年〈平成2年〉1月31日 - ）は、日本のアイドル、歌手、俳優。男性アイドルグループHey! Say! JUMPおよびHey! Say! BESTのメンバー。
神奈川県横浜市出身。STARTO ENTERTAINMENT所属。

## 来歴
2001年9月23日、オーディションを経て小学6年生でジャニーズ事務所に入所。伊野尾慧も同じ回のオーディションに参加していた。ジャニーズJr.内ユニット・Ya-Ya-yahのメンバーに選ばれ、2002年5月15日にNHKアニメ『忍たま乱太郎』の主題歌「勇気100%/世界がひとつになるまで」でCDデビューを果たす。
2004年、テレビドラマ『3年B組金八先生（第7シリーズ）』に出演。八乙女光、鮎川太陽とともに「金八トリオ」として第8回日刊スポーツドラマグランプリ・最優秀新人賞を受賞した。
2007年9月24日からHey! Say! JUMPのメンバーに選ばれ、同年11月14日に再びCDデビューする。
2009年12月12日からは『SHE LOVES ME』で先輩にあたる少年隊の植草克秀と共演し、舞台単独初主演をつとめる。
2008年に堀越高等学校を卒業しているが、それから4年後、2012年1月2日開催のHey! Say! JUMPのコンサートで、早稲田大学人間科学部人間情報科学科通信教育課程に合格したことを公表して、同年4月に入学した。8年をかけ2020年3月に卒業。卒業論文のテーマは「地域密着型のサッカー文化を生み出す背景」。
2024年1月31日、34歳の誕生日に個人の公式Xを開設した。

## 人物
左利きである。
4歳上の姉がジャニーズ事務所に履歴書を送ったことがきっかけでオーディションに呼ばれるが、本人はその頃からサッカーに夢中だったため渋っていたという。しかし代わりに買ってあげると言われたサッカーのピンバッジにつられ、オーディションやレッスンに通う日々を重ねた。
大人になってからもJリーグや海外サッカー含めて年間150試合を観戦し、パソコンやテレビを駆使して1日4,5時間をかけて数試合をチェックする程のサッカー通。2016年4月1日にWOWOWで放送された『伝統の一戦クラシコ直前！生放送スペシャル 今夜決定！バルサ&レアルドリームイレブン』や、6月10日に放送された『UEFA EURO 2016TM サッカー欧州選手権 いよいよ開幕！オールナイト生放送 24カ国徹底紹介！ユー（ロ）の推し国を探せ！波乱と革命直前スペシャル』にもゲスト出演し、2020年9月からはサッカー情報番組『リーガダイジェスト!』のMCにも抜擢された。
4歳上の姉と2歳上の兄がいる。
幼稚園から小学校までピアノ教室に通っていた。グループでは作詞を担当している。

## 受賞歴
- 第8回日刊スポーツドラマグランプリ・最優秀新人賞 『3年B組金八先生（第7シリーズ）』[11]

## 出演
グループでの出演はYa-Ya-yah#出演・Hey! Say! JUMP#出演を参照。個人での出演のみ記載。

### テレビドラマ
- 太陽の季節（2002年7月7日 - 9月15日、TBS） - 津川竜哉（小学生時代） 役
- 3年B組金八先生
  - 第7シリーズ（2004年10月15日 - 2005年3月25日、（TBS） - 鈴木康二郎 役
  - スペシャル11「未来へつなげ 3B友情のタスキ〜たった一人の卒業式…3Bの絆は再び迫る薬物依存の魔の手から仲間を救い出せるのか!?」（2005年12月30日）
  - 3年B組金八先生ファイナル〜「最後の贈る言葉」（2011年3月27日）
- 任侠ヘルパー（2009年7月9日 - 2009年9月17日、フジテレビ）[4] - 鷹山三樹矢 役
  - 任侠ヘルパー スペシャル（2011年1月9日）
- ホワイト・ラボ〜警視庁特別科学捜査班〜（2014年4月14日 - 6月23日、TBS） - 山根武彦 役[31]
- ウチの夫は仕事ができない（2017年7月8日 - 9月16日、日本テレビ） - 田所陽介 役[32]
- 犬神家の一族（2018年12月24日、フジテレビ） - 多田浩二 役[33]
- 連続ドラマW 松本清張 眼の壁（2022年6月19日 - 7月17日、WOWOW） - 堀口勝 役[34]

### 舞台
- SHOW劇・SHOCK（2002年6月4日 - 6月28日、帝国劇場）[4]
- PLAYZONE 2002愛史（2002年7月14日 - 8月8日、青山劇場 / 8月11日 - 15日、大阪フェスティバルホール） - 王子 役[注 3]
- ANOTHER（2002年8月4日 - 25日、松竹座）
- DREAM BOY
  - DREAM BOY（2004年1月8日 - 1月31日、帝国劇場 / 4月30日 - 5月5日、梅田コマ劇場）[35][36] - 不良少年（こうた） 役[注 4]
  - DREAM BOYS（2008年3月4日 - 30日、帝国劇場）[37]
- 滝沢演舞城
  - 滝沢演舞城（2006年3月7日 - 4月25日、新橋演舞場）[38][注 5]
  - 滝沢演舞城 2007（2007年7月3日 - 29日、新橋演舞場）[36]
  - 滝沢歌舞伎 10th Anniversary（2015年4月8日 - 5月17日、新橋演舞場）[39][注 6]
- SHE LOVES ME（英語版）（2009年12月12日 - 2010年1月31日、日比谷 シアタークリエ） - 主演・ジョージ・ノワック 役[4][41]
  - SHE LOVES ME（2023年5月2日 - 30日、シアタークリエ / 6月3日・4日、東大阪市文化創造館 Dream House 大ホール / 6月8日 - 10日、御園座） - 主演・ジョージ 役[42][43]
- 40カラット（2013年9月2日 - 15日、大阪松竹座 / 9月18日 - 24日、東京芸術劇場プレイハウス） - ウィル 役[44][45]
- JOHNNYS' 2020 WORLD -ジャニーズ トニトニ ワールド-（2013年12月7日 - 2014年1月27日、帝国劇場）[46]
- ハル（2019年4月1日 - 14日、TBS赤坂ACTシアター / 4月22日 - 28日、梅田芸術劇場） - 主演・石坂ハル 役[23][47]
- ジョセフ・アンド・アメージング・テクニカラー・ドリームコート（2022年4月7日 - 29日、日生劇場 / 5月5日 - 7日、刈谷市総合文化センター アイリス 大ホール / 5月12日 - 16日、オリックス劇場[注 7]） - 主演・ジョセフ 役[25][50]
- BE MORE CHILL（英語版）（2022年7月25日 - 8月10日、新国立劇場 中劇場 / 8月20日 - 21日、キャナルシティ劇場 / 8月27日 - 29日、COOL JAPAN PARK OSAKA） - 主演・ジェレミー 役[51]
- ふるあめりかに袖はぬらさじ（2023年9月2日 - 26日、新橋演舞場） - 藤吉 役[52][53]
- tick, tick...BOOM!（2024年10月6日 - 31日、シアタークリエ / 11月3日・4日、東海市芸術劇場 / 11月7日 - 11日、COOL JAPAN PARK OSAKA WWホール） - 主演・ジョナサン・ラーソン 役[54][55]
- MONDAYS/このタイムループ、まだまだ終わらない!?（2025年10月5日 - 27日〈予定〉、PARCO劇場 / 11月1日 - 3日〈予定〉、森ノ宮ピロティホール / 11月8日・9日〈予定〉、サントミューゼ 上田市交流文化芸術センター 大ホール） - 主演・村田賢 役[56]

### バラエティ番組
- J'J Hey! Say! JUMP 髙木雄也&知念侑李 ふたりっきり フランス縦断各駅停車の旅 (2012年10月1日 - 12月17日、日本テレビ)
- 100秒博士アカデミー（2013年10月22日 - 2014年3月11日、TBS） - アカデミー会員として出演[57][58]

### スポーツ番組
- リーガダイジェスト!（2020年9月14日 - 2023年6月5日、WOWOW） - MC[28][59]
- スペインサッカー ラ・リーガ 2020-21シーズン 第7節 伝統の一戦クラシコ バルセロナvsレアル・マドリード（2020年10月24日、WOWOW） - 副音声実況[60]
- チャンピオンズリーグダイジェスト!（2021年2月19日 - 、WOWOW） - MC[61]
- チャンピオンズリーグ&ヨーロッパリーグWOWOW開幕SP!（2021年1月14日、WOWOW） - MC[62]
- UEFA EURO 2020（2021年6月 - 11月、WOWOW）- MC[63]

### 情報番組
- よんチャンTV（2021年3月29日 - 2023年3月23日、MBS） - 木曜レギュラー（月2回出演）[64][65]

## 作品
| 曲名                           | 作詞                     | 作曲                                                          | JASRAC 作品コード | 名義                                  | 収録                                                                                      | 備考 |
| ------------------------------ | ------------------------ | ------------------------------------------------------------- | ----------------- | ------------------------------------- | ----------------------------------------------------------------------------------------- | ---- |
| 流星の詩                       | RT2                      | TAKAROT,Andrew Choi,DEEZ                                      | 1M2-1675-2        | Hey!Say!JUMP 薮宏太                   | アルバム『SENSE or LOVE』〈初回限定盤〉特典CD - 薮ソロ                                    |      |
| Tears and Smile                | 薮宏太                   | 八乙女光                                                      | 160-6371-6        | Hey!Say!JUMP 薮宏太 八乙女光          |                                                                                           |      |
| Rain Dance                     | 久保田洋司               | LAWS TIM,LEE STEVE,POOLE KAREN ANN                            | 0Y3-1711-9        | Hey!Say!JUMP                          | ライブDVD『Hey! Say! JUMP デビュー&ファーストコンサート いきなり!in 東京ドーム』 - 薮ソロ |      |
| My Everything                  | 久保田洋司               | LEE STEVEN,CARBONE JOEY                                       | 151-4525-5        | Hey!Say!JUMP                          | ライブDVD『SUMMARY 2011 in DOME』 - 薮ソロ                                                |      |
| HA・RU・NA・TSU・A・KI・FU・YU | 酒井ミキオ               | 鈴木Daichi秀行                                                | 113-4165-3        | 薮宏太                                |                                                                                           |      |
| 未来へ                         | 薮宏太                   | オオヤギヒロオ                                                | 132-4784-1        | 薮宏太                                |                                                                                           |      |
| ♪t♪                            | 薮宏太                   | 伊野尾慧                                                      | 172-2875-1        | 薮宏太 伊野尾慧                       | ライブDVD『Hey! Say! 2010 TEN JUMP』                                                      |      |
| オリジナル色                   | 薮宏太                   | 日比野裕史                                                    | 163-6437-6        | Hey!Say!JUMP 薮宏太 八乙女光          |                                                                                           |      |
| スクール革命                   | 薮宏太                   | BOUNCEBACK                                                    | 153-9387-9        | Hey!Say!JUMP                          | シングル『真夜中のシャドーボーイ』                                                        |      |
| 誓いの空                       | 薮宏太                   | LUNDGREN MATTIAS JOACHIM,WRETHOV ANDERS,WRETHOV ELIN VIKTORIA | 0Z1-4666-1        | Hey!Say!JUMP                          |                                                                                           |      |
| Score                          | 薮宏太                   | Joey Carbone,STEVEN LEE                                       | 168-5392-0        | Hey!Say!BEST Hey!Say!JUMP             | アルバム『JUMP NO.1』 - Hey!Say!BEST                                                      |      |
| DREAMER                        | 薮宏太                   | BOUNCEBACK                                                    | 169-8722-5        | Hey!Say!JUMP                          |                                                                                           |      |
| Screw                          | 薮宏太                   | 馬飼野康二                                                    | 178-3454-6        | Hey!Say!BEST Hey!Say!JUMP             | シングル『OVER』〈通常盤〉 - Hey! Say! BEST                                               |      |
| スナップ                       | 薮宏太                   | 加藤裕介                                                      | 186-1058-7        | Hey!Say!JUMP                          | アルバム『JUMP WORLD』 - Hey! Say! BEST                                                   |      |
| スクランブル                   | 薮宏太                   | 龍                                                            | 194-0917-6        | Hey!Say!BEST Hey!Say!JUMP             | シングル『Come On A My House』〈初回限定盤2〉 - Hey! Say! BEST                            |      |
| 切なさ、ひきかえに             | 薮宏太                   | 川口進,Joakim Björnberg,Christofer                            | 7B9-6725-1        | Hey!Say!JUMP                          | アルバム『smart』                                                                         |      |
| UNION                          | 有岡大貴 薮宏太 八乙女光 | Andreas Ohrn,Chris Wahle,MiNE                                 | 1H6-2018-3        | Hey!Say!JUMP 有岡大貴 薮宏太 八乙女光 | アルバム『JUMPing CAR』 - 有岡大貴&八乙女光&薮宏太                                        |      |
| Go Fighter                     | 八乙女光 薮宏太          | Tommy Clint,Atsushi Shimada                                   | 1N5-1689-0        | Hey!Say!JUMP 薮宏太 八乙女光          | シングル『ファンファーレ!』〈初回限定盤2〉 - 八乙女光&薮宏太                              |      |